# اعجوبه‌ها
اعجوبه‌ها فیلمی به کارگردانی رضا صفایی و نویسندگی قلی صفاپور محصول سال ۱۳۵۱ است.

## خلاصه داستان
سه مرد اجیر می‌شوند تا شکوه دیوان (محسن مهدوی)، ثروتمند معروف، را به قتل برسانند. او ادارهٔ امور کارخانه اش را به مباشرش (هایک هوسپیان) و خانه اش را به دخترش مریم (سهیلا) و برادرزاده اش ساسان (ابراهیم نادری) می‌سپارد و همراه نامزدش به باغ ییلاقی اش می‌رود. آن دو در بین راه گرفتار می‌شوند و اتومبیلشان به قعر دره پرت می‌شود. زن می‌میرد و شکوه دیوان به دست سه جوان مطرب دوره‌گرد: منصور (منصور سپهرنیا)، نادر (گرشا رئوفی) و امیر (محمد متوسلانی) نجات می‌یابد. آنها به خواست شکوه دیوان او را به خانهٔ محقرشان می‌برند تا عاملان توطئه علیه جان شکوه دیوان را شناسائی کنند. آن سه در هیئت خبرنگار با مریم تماس می‌گیرند و او را با پدرش روبرو می‌کنند. چندی بعد مریم و ساسان به دست سه مرد اجیر شده و دختری (سیمین علی‌زاده) که همراه آنها است گرفتار می‌شوند. دختر، که دوست ساسان است، سه مرد را بیهوش می‌کند و مریم را با اتومبیلی که ترمزش دست کاری شده به سوی شهر روان می‌کند. منصور و نادر و امیر او را نجات می‌دهند و پس از کشمکش با توطئه گران ساسان و مباشر را تحویل ژاندارم‌ها می‌دهند.

## بازیگران
- منصور سپهرنیا
- محمد متوسلانی
- گرشا رئوفی
- شیلا
- محسن مهدوی
- هایک هوسپیان
- سیمین علی‌زاده
- کاظم تهرانچی
- رضا عبدی
- حسین امیرفضلی
- ابراهیم نادری